# 四號坎納波利斯鎮區 (北卡羅萊納州卡貝勒斯縣)
四號坎納波利斯鎮區（英語：Township 4, Kannapolis）是位於美國北卡羅萊納州卡貝勒斯縣的一個鎮區。

## 地方資料
四號坎納波利斯鎮區的面積為85.73平方千米，皆為陸地。根據2020年美國人口普查的數據，當地共有人口51201人，而人口密度為每平方千米597.24人。